# Robinson Crusoe of Clipper Island

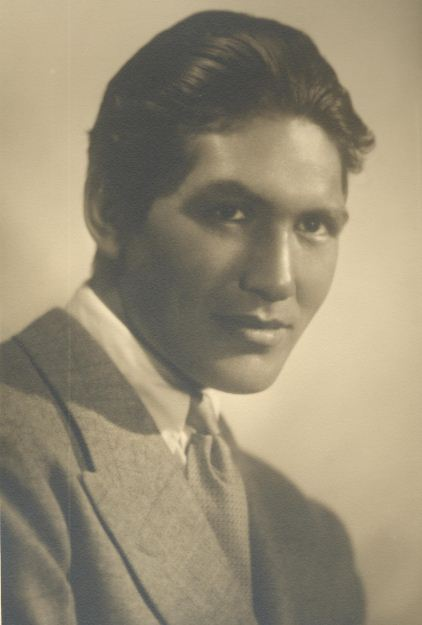
Ray Mala, ator judeu e esquimó que interpretou o personagem “Mala” no seriado.

Robinson Crusoe of Clipper Island é um seriado estadunidense de 1936, gênero aventura, dirigido por Ray Taylor e Mack V. Wright, em 14 capítulos, estrelado por Ray Mala, Mamo Clark, Herbert Rawlinson, William Newell e John Ward. Foi o quarto dos 66 seriados produzidos pela Republic Pictures e o último a ser lançado em 1936.
Robinson Crusoe of Clipper Island se notabilizou por ser o primeiro seriado da Republic a apresentar um “Clipshow”, onde os eventos dos capítulos anteriores são repetidos através de “clips” (a fim de economia financeira). Ao contrário da crença popular, não foi essa a invenção do conceito, que já havia sido usado rotineiramente em seriados antes do lançamento deste.
O seriado, que originalmente tinha 14 capítulos e 256 minutos, foi relançado em forma curta, editado com 71 minutos, em 1937, sob o mesmo título. Posteriormente foi transformado em seriado para a TV no início dos anos 1950, com 6 episódios de 26½ minutos, e depois editado em forma de filme longa-metragem, com 100 minutos, para a televisão, sob o título Robinson Crusoé of Mystery Island
O seriado nada tem a ver com o personagem Robinson Crusoé, criado por Daniel Defoe em 1719, exceto o fato de a história se passar em uma ilha.

## Sinopse
Agente Mala, agente do “Departamento de Inteligência dos Estados Unidos”, disfarçado como um operador de rádio do “Pacific Dirigible Airlines”, investiga uma sabotagem na remota ilha de Clipper. Uma gangue de espiões provoca a erupção de um vulcão, e Mala é responsabilizado. Ele convence a princesa nativa Melani de sua inocência e afasta o rival sumo sacerdote e espião Porotu, descobrindo a identidade do líder espião H.K.

## Elenco
- Ray Mala … Mala, agente do “Departamento de Inteligência dos Estados Unidos”, disfarçado como um operador de rádio do “Pacific Dirigible Airlines”. Mala foi um dos raros heróis não-caucasianos em seriados,[4] e foi o único ator judeu e esquimó de Hollywood.[5]
- Rex the Wonder Horse
- Buck the Dog
- Mamo Clark … Princesa Melani
- Herbert Rawlinson … Grant Jackson
- William Newell … Hank McGlaurie, agente e parceiro de Mala
- John Ward … Anthony Tupper, romancista britânico que acompanha o agente Mala
- John Dilson … E. G. Ellsworth, Sócio-proprietário da Pacific Dirigible Airlines com Canfield
- Selmer Jackson … Canfield, Sócio-proprietário da Pacific Dirigible Airlines com E. G. Ellsworth
- George Chesebro	...	Draker (não-creditado)
- Edmund Cobb ... Crosby/ Harris (não-creditado)

## Produção
Robinson Crusoe of Clipper Island foi orçado em $106,779, mas teve um custo de $111,848. Foi filmado entre 31 de agosto e 25 de setembro de 1936, sob o título de trabalho Robinson Crusoe. O número do seriado foi 419. O seriado tem muito pouco a ver com Robinson Crusoe.
Os efeitos especiais foram criados por John T. Coyle e os irmãos Lydecker.
Robinson Crusoe of Clipper Island foi o único seriado com 14 capítulos da era do cinema sonoro.
O seriado apresenta grande número de cliffhangers, e muitas das soluções para esses cliffhangers são falsas, as cenas são mudadas e nem sempre coincidem com os eventos mostrados no cliffhanger anterior.

## Cliffhangers
1. O mastro ardente do Tuloa cai sobre Mala.
2. Mala é capturado por nativos e forçado a cair dentro de um vulcão.
3. Enquanto está mergulhando, o navio acima está sendo bombardeado por um submarino, e Mala começa a sufocar.
4. Mala e Lamar são pegos pela explosão de uma caldeira superaquecida.
5. O avião em que está Mala cai dentro do Oceano Pacífico.
6. Mala e Melani encontram-se em um deslizamento de terra causado por um terremoto.
7. Enquanto escapam de nativos agressivos, Mala e Melani deslizam para um penhasco.
8. Tendo sua corda cortada, Mala cai na água infestada de jacarés.
9. Enquanto escala um penhasco, Mala é baleado e cai.
10. Lutando com o piloto de um biplano, eles caem no Oceano Pacífico.
11. O carro de Mala é forçado para fora da estrada, sobre um aterro.
12. Mala e Melani, escapam em um barco a motor, e são atingidos por um canhão.
13. Mala é sufocado pelo gás a bordo de uma aeronave, que começa a cair.

## Capítulos
1. The Mysterious Island (31 min 21s)
2. Flaming Danger (20 min 46s)
3. Fathoms Below (18 min 03s)
4. Into the Enemy's Camp (17 min 27s)
5. Danger in the Air (17 min 41s)
6. The God of the Volcano (17 min 19s)
7. Trail's End (15 min 41s)
8. The Jaws of the Beast (16 min 17s)
9. The Cave of the Winds (17 min 22s)
10. Wings of Fury (16 min 29s)
11. Agents of Disaster (16 min 22s) - Clipshow
12. The Sea Trap (16 min 41s)
13. Mutiny (18 min 35s)
14. Thunder Mountain (16 min 21s)

Fonte: